# Gran Premio motociclistico del Qatar 2004
Il Gran Premio motociclistico del Qatar 2004, corso il 2 ottobre, è stato il tredicesimo Gran Premio della stagione 2004 del motomondiale e ha visto vincere la Honda di Sete Gibernau in MotoGP, Sebastián Porto nella classe 250 e Jorge Lorenzo nella classe 125.
Si tratta della prima edizione di questo Gran Premio e si sono registrati degli episodi particolari: nella classe 125 due piloti hanno tagliato contemporaneamente il traguardo e anche con l'esame del fotofinish i giudici non sono riusciti a dichiarare quale fosse il vincitore; la classifica finale è stata pertanto decisa in virtù del giro veloce in gara, ottenuto dallo spagnolo Lorenzo che ha pertanto sopravanzato l'italiano Andrea Dovizioso.
Nella MotoGP una sanzione disciplinare viene irrogata a Valentino Rossi, che subisce una penalità di 6 secondi sul suo tempo di qualifica, in quanto alcuni dei membri della sua squadra avevano gommato la sua casella di partenza con uno scooter. Anche Max Biaggi condivise un fatto simile, nel suo caso perché un membro del suo team aveva lavato con acqua la piazzola in griglia. I due piloti, che si erano qualificati rispettivamente in 8ª e 12ª posizione, vengono arretrati così alle posizioni 23 e 24, mentre i posti in griglia in origine occupati dai due vengono lasciati vuoti. Al termine della gara non vengono assegnati tutti i punti teoricamente disponibili, visto che solo 13 piloti hanno tagliato il traguardo.

## MotoGP
Shane Byrne non partecipa a questo Gran Premio per infortunio.

### Arrivati al traguardo
| Pos. | Nº | Pilota         | Squadra                   | Motocicletta       | Giri | Tempo     | Griglia | Punti |
| ---- | -- | -------------- | ------------------------- | ------------------ | ---- | --------- | ------- | ----- |
| 1º   | 15 | Sete Gibernau  | Telefonica Movistar Honda | Honda RC211V       | 22   | 44:01.741 | 3       | 25    |
| 2º   | 45 | Colin Edwards  | Telefonica Movistar Honda | Honda RC211V       | 22   | +1.315    | 10      | 20    |
| 3º   | 11 | Rubén Xaus     | D’Antin MotoGP            | Ducati Desmosedici | 22   | +23.844   | 7       | 16    |
| 4º   | 4  | Alex Barros    | Repsol Honda              | Honda RC211V       | 22   | +25.458   | 2       | 13    |
| 5º   | 69 | Nicky Hayden   | Repsol Honda              | Honda RC211V       | 22   | +31.417   | 4       | 11    |
| 6º   | 3  | Max Biaggi     | Camel Honda               | Honda RC211V       | 22   | +39.209   | 24      | 10    |
| 7º   | 17 | Norick Abe     | Fortuna Gauloises Tech 3  | Yamaha YZR-M1      | 22   | +53.373   | 17      | 9     |
| 8º   | 21 | John Hopkins   | Suzuki MotoGP             | Suzuki GSV-R       | 22   | +58.006   | 11      | 8     |
| 9º   | 66 | Alex Hofmann   | Kawasaki Racing           | Kawasaki ZX-RR     | 22   | +1:04.320 | 18      | 7     |
| 10º  | 6  | Makoto Tamada  | Camel Honda               | Honda RC211V       | 22   | +1:18.518 | 13      | 6     |
| 11º  | 71 | Yukio Kagayama | Suzuki MotoGP             | Suzuki GSV-R       | 22   | +1:49.438 | 19      | 5     |
| 12º  | 36 | James Haydon   | Proton Team KR            | Proton KR5         | 22   | +1:52.158 | 21      | 4     |
| 13º  | 77 | James Ellison  | WCM                       | Harris WCM         | 22   | +1:53.900 | 22      | 3     |

### Ritirati
| Nº | Pilota            | Squadra                  | Motocicletta       | Giri | Griglia |
| -- | ----------------- | ------------------------ | ------------------ | ---- | ------- |
| 7  | Carlos Checa      | Gauloises Fortuna Yamaha | Yamaha YZR-M1      | 19   | 1       |
| 33 | Marco Melandri    | Fortuna Gauloises Tech 3 | Yamaha YZR-M1      | 13   | 16      |
| 65 | Loris Capirossi   | Ducati Marlboro          | Ducati Desmosedici | 13   | 6       |
| 99 | Jeremy McWilliams | MS Aprilia Racing        | Aprilia RS Cube    | 12   | 14      |
| 50 | Neil Hodgson      | D’Antin MotoGP           | Ducati Desmosedici | 12   | 15      |
| 9  | Nobuatsu Aoki     | Proton Team KR           | Proton KR5         | 6    | 20      |
| 46 | Valentino Rossi   | Gauloises Fortuna Yamaha | Yamaha YZR-M1      | 5    | 23      |
| 12 | Troy Bayliss      | Ducati Marlboro          | Ducati Desmosedici | 5    | 9       |
| 56 | Shin'ya Nakano    | Kawasaki Racing          | Kawasaki ZX-RR     | 3    | 5       |

### Non qualificato
| Nº | Pilota    | Moto       |
| -- | --------- | ---------- |
| 41 | Yōichi Ui | Harris WCM |

## Classe 250

### Arrivati al traguardo
| Pos. | Nº | Pilota           | Squadra                     | Motocicletta | Giri | Tempo     | Griglia | Punti |
| ---- | -- | ---------------- | --------------------------- | ------------ | ---- | --------- | ------- | ----- |
| 1º   | 19 | Sebastián Porto  | Repsol - Aspar              | Aprilia      | 20   | 41:17.343 | 1       | 25    |
| 2º   | 26 | Daniel Pedrosa   | Telefonica Movistar Honda   | Honda        | 20   | +1.614    | 2       | 20    |
| 3º   | 73 | Hiroshi Aoyama   | Telefonica Movistar Honda   | Honda        | 20   | +43.312   | 6       | 16    |
| 4º   | 21 | Franco Battaini  | Campetella Racing           | Aprilia      | 20   | +45.127   | 7       | 13    |
| 5º   | 10 | Fonsi Nieto      | Repsol - Aspar              | Aprilia      | 20   | +47.182   | 8       | 11    |
| 6º   | 24 | Toni Elías       | Fortuna Honda               | Honda        | 20   | +59.471   | 5       | 10    |
| 7º   | 2  | Roberto Rolfo    | Fortuna Honda               | Honda        | 20   | +1:11.413 | 16      | 9     |
| 8º   | 6  | Alex Debón       | Wurth Honda BQR             | Honda        | 20   | +1:22.120 | 11      | 8     |
| 9º   | 9  | Hugo Marchand    | Freesoul Abruzzo Racing     | Aprilia      | 20   | +1:22.162 | 23      | 7     |
| 10º  | 11 | Joan Olivé       | Campetella Racing           | Aprilia      | 20   | +1:29.038 | 14      | 6     |
| 11º  | 50 | Sylvain Guintoli | Campetella Racing           | Aprilia      | 20   | +1:40.121 | 9       | 5     |
| 12º  | 36 | Erwan Nigon      | Equipe GP de France - Scrab | Aprilia      | 20   | +1:43.016 | 18      | 4     |
| 13º  | 44 | Tarō Sekiguchi   | NC World Trade              | Yamaha       | 20   | +1:43.056 | 21      | 3     |
| 14º  | 16 | Johan Stigefelt  | Aprilia Germany             | Aprilia      | 20   | +1:50.884 | 22      | 2     |
| 15º  | 52 | David de Gea     | Wurth Honda BQR             | Honda        | 20   | +1:53.027 | 24      | 1     |
| 16º  | 57 | Chaz Davies      | Aprilia Germany             | Aprilia      | 20   | +1:53.335 | 13      |       |
| 17º  | 96 | Jakub Smrž       | Molenaar Racing             | Honda        | 20   | +1:54.871 | 17      |       |
| 18º  | 25 | Alex Baldolini   | Matteoni Racing             | Aprilia      | 20   | +2:25.588 | 15      |       |
| 19º  | 17 | Klaus Nöhles     | Castrol-Honda Kiefer Racing | Honda        | 19   | +1 giro   | 26      |       |

### Ritirati
| Nº | Pilota          | Squadra                     | Motocicletta | Giri | Griglia |
| -- | --------------- | --------------------------- | ------------ | ---- | ------- |
| 14 | Anthony West    | Freesoul Abruzzo Racing     | Aprilia      | 19   | 10      |
| 51 | Alex De Angelis | Aprilia Racing              | Aprilia      | 18   | 3       |
| 8  | Naoki Matsudo   | UGT Kurz                    | Yamaha       | 15   | 20      |
| 28 | Dirk Heidolf    | Grefusa - Aspar             | Aprilia      | 8    | 19      |
| 43 | Radomil Rous    | UGT Kurz                    | Yamaha       | 5    | 27      |
| 7  | Randy de Puniet | Safilo Carrera - LCR        | Aprilia      | 4    | 4       |
| 33 | Héctor Faubel   | Grefusa - Aspar             | Aprilia      | 2    | 12      |
| 42 | Grégory Leblanc | Equipe GP de France - Scrab | Aprilia      | 0    | 25      |

### Non qualificato
| Nº | Pilota         | Moto   |
| -- | -------------- | ------ |
| 88 | Gergő Talmácsi | Yamaha |

## Classe 125

### Arrivati al traguardo
| Pos. | Nº | Pilota            | Squadra                  | Motocicletta | Giri | Tempo     | Griglia | Punti |
| ---- | -- | ----------------- | ------------------------ | ------------ | ---- | --------- | ------- | ----- |
| 1º   | 48 | Jorge Lorenzo     | Caja Madrid Derbi Racing | Derbi        | 18   | 39:11.620 | 1       | 25    |
| 2º   | 34 | Andrea Dovizioso  | Kopron Team Scot         | Honda        | 18   | +0.000    | 2       | 20    |
| 3º   | 19 | Álvaro Bautista   | Seedorf Racing           | Aprilia      | 18   | +4.018    | 12      | 16    |
| 4º   | 36 | Mika Kallio       | Red Bull KTM             | KTM          | 18   | +18.753   | 10      | 13    |
| 5º   | 32 | Fabrizio Lai      | Metis Gilera Racing      | Gilera       | 18   | +35.458   | 16      | 11    |
| 6º   | 22 | Pablo Nieto       | Master - Repsol          | Aprilia      | 18   | +37.890   | 6       | 10    |
| 7º   | 10 | Julián Simón      | Angaia Racing            | Honda        | 18   | +39.023   | 8       | 9     |
| 8º   | 23 | Gino Borsoi       | Globet.com Racing        | Aprilia      | 18   | +39.409   | 22      | 8     |
| 9º   | 54 | Mattia Pasini     | Safilo Carrera - LCR     | Aprilia      | 18   | +42.901   | 15      | 7     |
| 10º  | 6  | Mirko Giansanti   | Matteoni Racing          | Aprilia      | 18   | +42.918   | 9       | 6     |
| 11º  | 21 | Steve Jenkner     | Rauch Bravo              | Aprilia      | 18   | +47.425   | 3       | 5     |
| 12º  | 3  | Héctor Barberá    | Seedorf Racing           | Aprilia      | 18   | +48.015   | 14      | 4     |
| 13º  | 12 | Thomas Lüthi      | Elit Grand Prix          | Honda        | 18   | +52.652   | 13      | 3     |
| 14º  | 50 | Andrea Ballerini  | Abruzzo Racing           | Aprilia      | 18   | +1:03.092 | 21      | 2     |
| 15º  | 42 | Gioele Pellino    | Abruzzo Racing           | Aprilia      | 18   | +1:06.804 | 27      | 1     |
| 16º  | 7  | Stefano Perugini  | Metis Gilera Racing      | Gilera       | 18   | +1:07.043 | 18      |       |
| 17º  | 52 | Lukáš Pešek       | Ajo Motorsport           | Honda        | 18   | +1:20.718 | 30      |       |
| 18º  | 33 | Sergio Gadea      | Master - Repsol          | Aprilia      | 18   | +1:23.808 | 19      |       |
| 19º  | 26 | Dario Giuseppetti | Elit Grand Prix          | Honda        | 18   | +1:26.869 | 24      |       |
| 20º  | 15 | Roberto Locatelli | Safilo Carrera - LCR     | Aprilia      | 18   | +1:28.482 | 5       |       |
| 21º  | 45 | Lorenzo Zanetti   | Sterilgarda Racing       | Aprilia      | 18   | +1:29.779 | 25      |       |
| 22º  | 28 | Jordi Carchano    | Matteoni Racing          | Aprilia      | 18   | +1:37.395 | 26      |       |
| 23º  | 8  | Manuel Manna      | Semprucci Malaguti       | Malaguti     | 18   | +1:37.540 | 31      |       |
| 24º  | 16 | Raymond Schouten  | Molenaar Racing          | Honda        | 18   | +1:38.401 | 29      |       |
| 25º  | 25 | Imre Tóth         | Team Hungary             | Aprilia      | 18   | +1:54.617 | 28      |       |

### Ritirati
| Nº | Pilota          | Squadra                  | Motocicletta | Giri | Griglia |
| -- | --------------- | ------------------------ | ------------ | ---- | ------- |
| 24 | Simone Corsi    | Kopron Team Scot         | Honda        | 15   | 11      |
| 14 | Gábor Talmácsi  | Semprucci Malaguti       | Malaguti     | 9    | 17      |
| 27 | Casey Stoner    | Red Bull KTM             | KTM          | 8    | 4       |
| 31 | Max Sabbatani   | Ajo Motorsport           | Honda        | 2    | 32      |
| 47 | Ángel Rodríguez | Caja Madrid Derbi Racing | Derbi        | 0    | 23      |
| 66 | Vesa Kallio     | Team Hungary             | Aprilia      | 0    | 20      |

### Non partito
| Nº | Pilota           | Squadra     | Motocicletta | Griglia |
| -- | ---------------- | ----------- | ------------ | ------- |
| 58 | Marco Simoncelli | Rauch Bravo | Aprilia      | 7       |

### Non qualificati
| Nº | Pilota           | Moto    |
| -- | ---------------- | ------- |
| 9  | Markéta Janáková | Honda   |
| 63 | Mike Di Meglio   | Aprilia |